# Lee Young-ji
Lee Young-ji (em coreano: hangul: 이영지; hanja: 李泳知; romaniz.: Romanização revisada: I Yeongji; McCune-Reischauer: I Yŏngji; nascida em Seul, Coreia do Sul, em 10 de setembro de 2002) é uma rapper sul-coreana. Ela é a vencedora dos reality shows de sobrevivência High School Rapper 3 e Show Me the Money 11  , bem como apresentadora do talk show Not Much Prepared. Ela lançou seu primeiro extended play, 16 Fantasy, em 21 de junho de 2024.

## Começo da vida
Nascida e criada em Sinjeong-dong, distrito de Yangcheon, Seul, Coreia do Sul, Lee viveu com a avó e a mãe por muito tempo depois que seu pai saiu de casa.

## Outros empreendimentos

### Endossos
Em março de 2025, Lee foi selecionado como modelo publicitária para o leite aromatizado de banana Binggrae. Em abril, Lee se tornou embaixador global da marca de dermocosméticos Dr.G.

### Filantropia
Em 11 de agosto de 2022, Lee doou ₩10 milhões (cerca de $7 mil) para ajudar os afetados pelas enchentes de 2022 na Coreia do Sul através da Hope Bridge Korea Disaster Relief Association.
Em março de 2025, Lee doou ₩100 milhões (cerca de $70 mil) através da Cruz Vermelha da Coreia do Sul para ajudar nos esforços de recuperação dos incêndios florestais ocorridos nas regiões de Ulsan, Gyeongbuk e Gyeongnam.

## Discografia

### Extended plays
| Título     | Detalhes do EP | Pico nas posições das paradas musicais | Sales         |
| Título     | Detalhes do EP | KOR                                    | Sales         |
| ---------- | --- | -------------------------------------- | ------------- |
| 16 Fantasy | - Lançado: 21 de junho de 2024 - Gravadora: Mainstream, Kakao Entertainment - Formatos: CD, downloads digitais, streaming | 21                                     | - KOR: 10,755 |